# Feuerwehr Oldenburg
Die Feuerwehr Oldenburg der niedersächsischen Großstadt Oldenburg besteht aus der Berufsfeuerwehr Oldenburg und der Freiwilligen Feuerwehr (FF) Oldenburg mit den Ortsfeuerwehren Eversten, Haarentor, Ofenerdiek, Ohmstede, Osternburg, Stadtmitte sowie der Abteilung Wasserrettung.
Die Feuerwehr Oldenburg verfügt über etwa 220 hauptberufliche sowie mehr als 200 ehrenamtliche Einsatzkräfte, die pro Jahr ca. 25.000 Einsätze (davon fast 60 % im Rettungsdienst) abarbeiten. In der Stadt Oldenburg gibt es neben zwei Wachen der Berufsfeuerwehr noch eine Rettungswache am Klinikum Oldenburg und insgesamt sechs Standorte der Freiwilligen Feuerwehren, die auf die Stadtteile verteilt sind.

## Geschichte
Mit der Einrichtung der Turnerfeuerwehr am 30. April 1862 erfolgte die Gründung der Freiwilligen Feuerwehr, aus der die noch heute bestehende Ortsfeuerwehr Stadtmitte entstand.
Im Jahr 1937 erfuhr das Feuerlöschwesen in der Stadt Oldenburg infolge der Machtergreifung der Nationalsozialisten eine tiefgreifende Veränderung. Die Freiwillige Feuerwehr mit hauptamtlichen Kräften wurde mit einer Personalstärke von 26 Mann zur Berufsfeuerwehr umorganisiert und der Polizeidirektion unterstellt. Die Freiwillige Feuerwehr mit den damals fünf Feuerwehren Eversten, Ofenerdiek, Ohmstede, Oldenburg und Osternburg blieben neben der Berufsfeuerwehr eigenständig organisiert bestehen. Seit ihrer Gründung übernehmen die Berufsfeuerwehr der Stadt Oldenburg, sowie die Ortsfeuerwehren Eversten, Haarentor, Ofenerdiek, Ohmstede, Osternburg und Stadtmitte – die Aufgaben im Brandschutz, Technischer Hilfeleistung, Katastrophenschutz und Rettungsdienst.
Die Personalstärke der Berufsfeuerwehr folgte stets der Einwohnerentwicklung der Stadt. Als in Folge des Zweiten Weltkriegs die Einwohnerzahl durch den starken Zustrom an Heimatvertriebenen und Flüchtlingen rund 130.000 Einwohner erreichte, erforderte die damit verbundene Erhöhung des Einsatzaufkommens auch eine Verstärkung der Berufsfeuerwehr. So wuchs in der Nachkriegszeit die Personalstärke auf knapp 70 hauptberufliche Einsatzkräfte.
Im Jahr 2015 schützten rund 200 Ehrenamtliche und 180 Feuerwehrbeamte das Leben und Eigentum der Oldenburger Bürger.

## Fachbereiche

### Höhenrettung
Seit 2001 besteht bei der Oldenburger Berufsfeuerwehr ein Höhenrettungsdienst.
Er wird von Feuerwehrbeamten ausgeübt, die alle regelmäßig im abwehrenden Brandschutz, der Technischen Hilfeleistung und im Rettungsdienst eingesetzt werden. Diese Tätigkeiten liegen im Aufgabenbereich von Freiwilligen und Berufsfeuerwehr.
Tätigkeitsvoraussetzungen bei der Feuerwehr Oldenburg:
- Rettungsschwimmer
- Rettungsassistent
- Gesundheitsprüfung
- Grundlehrgang Höhenrettung
- jährliche Fortbildung (80 Stunden)

### Katastrophenschutz
Das Sachgebiet übernimmt innerhalb der Abteilung Einsatz den planerischen Teil. Hierzu werden alle erdenklichen Schadensszenarien vom Fahrzeug- oder Mülltonnenbrand in der täglichen Gefahrenabwehr bis hin zu großflächigen Schadensereignissen mit einer großen Anzahl von Betroffenen im Bereich der besonderen Gefahrenabwehr vorgeplant. Diese können einen Gefahrgutunfall im Schienenverkehr, der Brand in einer Industrieanlage mit umfangreichen Messaufgaben sowie die Planungen zur Abwehr der Schweinegrippe, Vogelpest oder Influenza-Pandemie sein.
Die Planungen münden in der Festlegung einer Alarm- und Ausrückeordnung (AAO) für die tägliche Gefahrenabwehr sowie der Erstellung von speziellen Feuerwehreinsatzplänen. Diese Feuerwehreinsatzpläne können objektbezogen wie zum Beispiel für einen Gefahrstoffbetrieb oder als Einsatzplan für temporäre Sonderlagen sowie Großveranstaltungen (zum Beispiel für das Stadtfest) erstellt werden.

### Abteilung Vorbeugender Brandschutz
Diese Abteilung der Berufsfeuerwehr übernimmt eine wichtige Rolle zur Durchsetzung feuerwehrtechnischer Belange bei Planung, Neubau und Überwachung von Baumaßnahmen für neu zu errichtende und bestehende Objekte und Gebäude in der Stadt Oldenburg. Die Abteilung berät Bauherren, Planer und Architekten in allen Belangen des baulichen, anlagentechnischen und organisatorischen Brandschutzes.

### Abteilung Technik
Die Beschaffung von Fahrzeugen und Gerätschaften für die Berufsfeuerwehr sowie für die Freiwillige Feuerwehr der Stadt Oldenburg ist ein wesentlicher Bestandteil der Tätigkeiten dieser Abteilung. Neben der Beschaffung ist die Instandhaltung der technischen Gerätschaften sowie des Fuhrparks von 67 Einsatzfahrzeugen in Zusammenarbeit mit den einzelnen Fachwerkstätten durchzuführen.
Hier kommt noch die Funk- und Alarmierungstechnik im Digitalfunk inkl. Wartung und Weiterentwicklung.
Auch der Bereich Atemschutz/Tauchwesen/Medizintechnik mit angeschlossener feuerwehreigener Atemschutzübungsanlage gehört dazu.

## Wachen der Berufsfeuerwehr

### BF Oldenburg Feuer- und Rettungswache (FRW) 1
Fahrzeuge Feuerwehr
| Funkrufname              | Fahrzeugart                                | Fahrzeugbilder |
| ------------------------ | ------------------------------------------ | -------------- |
| Florian Oldenburg 1/10/1 | Kommandowagen A-Dienst                     |                |
| Florian Oldenburg 1/11/1 | Einsatzleitwagen B-Dienst                  |                |
| Florian Oldenburg 1/12/1 | Einsatzleitwagen 2                         |                |
| Florian Oldenburg 1/17/1 | Mannschaftstransportfahrzeug               |                |
| Florian Oldenburg 1/27/1 | Großtanklöschfahrzeug 10.000               |                |
| Florian Oldenburg 1/30/1 | Drehleiter mit Korb 23/12                  |                |
| Florian Oldenburg 1/48/1 | Hilfeleistungslöschfahrzeug 20             |                |
| Florian Oldenburg 1/52/1 | Rüstwagen 2                                |                |
| Florian Oldenburg 1/59/1 | Gerätewagen Tier                           |                |
| Florian Oldenburg 1/67/1 | Wechselladerfahrzeug-Kran mit AB-Gefahrgut |                |
| Florian Oldenburg 1/75/1 | Gerätewagen Technik (KLAF)                 |                |

Fahrzeuge Rettungsdienst
| Funkrufname              | Fahrzeugart            | Fahrzeugbilder |
| ------------------------ | ---------------------- | -------------- |
| Florian Oldenburg 1/82/1 | Notarzteinsatzfahrzeug |                |
| Florian Oldenburg 1/83/1 | Rettungswagen (24h)    |                |
| Florian Oldenburg 1/83/2 | Rettungswagen (24h)    |                |

### BF Oldenburg Feuer- und Rettungswache (FRW) 2
Fahrzeuge Feuerwehr
| Funkrufname              | Fahrzeugart                                           | Fahrzeugbilder |
| ------------------------ | ----------------------------------------------------- | -------------- |
| Florian Oldenburg 2/48/1 | Hilfeleistungslöschfahrzeug 20                        |                |
| Florian Oldenburg 2/30/1 | Drehleiter mit Korb 23/12                             |                |
| Florian Oldenburg 2/66/1 | Wechselladerfahrzeug mit AB-Atemschutz/Strahlenschutz |                |
| Florian Oldenburg 2/66/2 | Wechselladerfahrzeug mit AB-Mulde                     |                |

Fahrzeuge Rettungsdienst
| Funkrufname              | Fahrzeugart                                           |
| ------------------------ | ----------------------------------------------------- |
| Florian Oldenburg 2/83/1 | Rettungswagen (24h)                                   |
| Florian Oldenburg 2/83/2 | Rettungswagen (24h)                                   |
| Florian Oldenburg 2/83/3 | SEG-Rettungswagen                                     |
| Florian Oldenburg 2/83/4 | SEG-Rettungswagen                                     |
| Florian Oldenburg 4/83/1 | Schul-Rettungswagen                                   |
| Florian Oldenburg 2/10/1 | Kommandowagen Organisatorischer Leiter Rettungsdienst |

### BF Oldenburg Rettungswache (RW) 3
Fahrzeuge Rettungsdienst
| Funkrufname              | Fahrzeugart                    |
| ------------------------ | ------------------------------ |
| Florian Oldenburg 3/82/1 | Notarzteinsatzfahrzeug         |
| Florian Oldenburg 3/83/1 | Rettungswagen (samstags)       |
| Florian Oldenburg 3/82/2 | Reserve-Notarzteinsatzfahrzeug |

## Standorte der Freiwilligen Feuerwehr

### FF Stadtmitte
Fahrzeuge
| Funkrufname               | Fahrzeugart                           | Fahrzeugbilder |
| ------------------------- | ------------------------------------- | -------------- |
| Florian Oldenburg 11/19/1 | Einsatzleitwagen ÖEL                  |                |
| Florian Oldenburg 11/27/1 | Tanklöschfahrzeug 30/60 SL            |                |
| Florian Oldenburg 11/48/1 | Hilfeleistungslöschgruppenfahrzeug 20 |                |

### FF Osternburg
Fahrzeuge
| Funkrufname               | Fahrzeugart                           | Fahrzeugbilder |
| ------------------------- | ------------------------------------- | -------------- |
| Florian Oldenburg 21/17/1 | Mannschaftstransportfahrzeug          |                |
| Florian Oldenburg 21/30/1 | Drehleiter mit Korb                   |                |
| Florian Oldenburg 21/48/1 | Hilfeleistungslöschgruppenfahrzeug 20 |                |
| Florian Oldenburg 21/96/1 | Gerätewagen Rettungsdienst            |                |
| Florian Oldenburg 22/57/1 | GW-Taucher                            |                |

### FF Haarentor

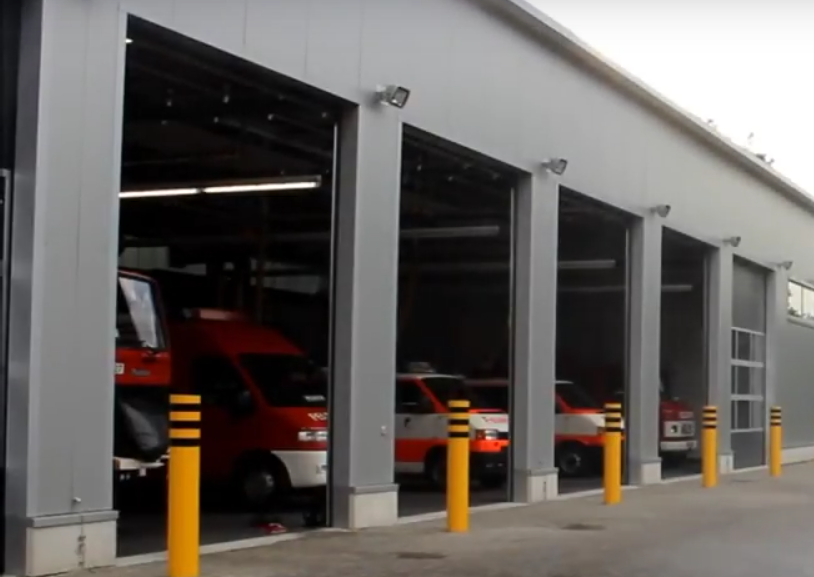
Freiwillige Feuerwehr Haarentor

Fahrzeuge
| Funkrufname               | Fahrzeugart                |
| ------------------------- | -------------------------- |
| Florian Oldenburg 12/47/1 | Löschgruppenfahrzeug 20/16 |
| Florian Oldenburg 12/18/1 | Messleitwagen              |
| Florian Oldenburg 12/71/1 | ABC-Erkundung              |
| Florian Oldenburg 12/71/2 | ABC-Erkundung              |
| Florian Oldenburg 12/71/3 | ABC-Erkundung              |
| Florian Oldenburg 12/72/1 | Dekon G                    |
| Florian Oldenburg 12/72/2 | Dekon P                    |

### FF Eversten
Fahrzeuge
| Funkrufname                   | Fahrzeugart                                   | Fahrzeugbilder |
| ----------------------------- | --------------------------------------------- | -------------- |
| Florian Oldenburg 23/46/1     | Hilfeleistungslöschgruppenfahrzeug (HLF 10)   |                |
| Florian Oldenburg 23/42/1     | Mittleres Löschfahrzeug (MLF)                 |                |
| Florian Oldenburg 23/17/01    | Mannschaftstransportfahrzeug mit FwA Unwetter |                |
| Florian Oldenburg 23/67/1     | Wechselladerfahrzeug                          |                |
| Florian Oldenburg 23 AB-Mulde | Abrollbehälter                                |                |
|                               |                                               |                |

### FF Ohmstede
Fahrzeuge
| Funkrufname               | Fahrzeugart                      |
| ------------------------- | -------------------------------- |
| Florian Oldenburg 14/44/1 | Löschgruppenfahrzeug KatS 20     |
| Florian Oldenburg 14/44/2 | Löschgruppenfahrzeug KatS 20 BBK |
| Florian Oldenburg 14/17/1 | Mannschaftstransportfahrzeug     |
| Florian Oldenburg 14/59/1 | Traktor mit Sandsackfüllmaschine |

### FF Ofenerdiek
Fahrzeuge
| Funkrufname               |  | Fahrzeugart                                   |
| ------------------------- |  | --------------------------------------------- |
| Florian Oldenburg 13/47/1 |  | Löschgruppenfahrzeug 20/20                    |
| Florian Oldenburg 13/62/1 |  | GW-L2/SW 2000                                 |
| Florian Oldenburg 13/17/1 |  | Mannschaftstransportfahrzeug mit FwA Unwetter |

### Abteilung Wasserrettung
Die Abteilung Wasserrettung ist mit eigenen Räumen an der Feuer- und Rettungswache 2 angegliedert.
Fahrzeuge
| Funkrufname                | Fahrzeugart                  | Stationiert             | Sonstiges                                              | Fahrzeugbilder |
| -------------------------- | ---------------------------- | ----------------------- | ------------------------------------------------------ | -------------- |
| Florian Oldenburg 22/57/11 | Gerätewagen Taucher          | Abteilung Wasserrettung |                                                        |                |
| Florian Oldenburg 21/17/1  | Mannschaftstransportfahrzeug | Abteilung Wasserrettung |                                                        |                |
| Florian Oldenburg 22/78/1  | Rettungs- und Transportboot  | Abteilung Wasserrettung | auf Trailer, wird im Alarmfall an GW-Taucher angehängt |                |
| Florian Oldenburg 2/78/1   | Rettungs- und Transportboot  | Yachthafen              | eigentlich zur Berufsfeuerwehr gehörend                |                |

## Jugendfeuerwehr
Die Feuerwehr Oldenburg verfügt über zwei Jugendfeuerwehren, in denen sich Kinder bereits im Alter zwischen 10 und 16 Jahren in der Feuerwehr engagieren können. Sie sind den Ortsfeuerwehren Ofenerdiek im Stadt-Norden und Eversten im Südwesten der Stadt angeschlossen und nutzen für die Ausbildungs- und Übungsdienste auch die entsprechenden Standorte.

## Rettungsdienst
Der Rettungsdienst in der Stadt Oldenburg wird – neben der Berufsfeuerwehr – vom Deutschen Roten Kreuz, der Johanniter-Unfall-Hilfe und dem Malteser Hilfsdienst sichergestellt. Die folgende Tabelle führt alle Fahrzeuge auf, die standardmäßig in der Notfallrettung eingesetzt werden.
| Funkrufname                | Fahrzeugart            | Wache                      |
| -------------------------- | ---------------------- | -------------------------- |
| Florian Oldenburg 1/82/1   | Notarzteinsatzfahrzeug | Feuer- und Rettungswache 1 |
| Florian Oldenburg 1/83/1   | Rettungswagen          | Feuer- und Rettungswache 1 |
| Florian Oldenburg 1/83/2   | Rettungswagen          | Feuer- und Rettungswache 1 |
| Florian Oldenburg 2/83/1   | Rettungswagen          | Feuer- und Rettungswache 2 |
| Florian Oldenburg 2/83/2   | Rettungswagen          | Feuer- und Rettungswache 2 |
| Florian Oldenburg 2/86/1   | Baby-Notarztwagen      | Feuer- und Rettungswache 2 |
| Florian Oldenburg 3/82/1   | Notarzteinsatzfahrzeug | Rettungswache 3            |
| Florian Oldenburg 3/83/1   | Rettungswagen          | Rettungswache 3            |
| Rotkreuz Oldenburg 40/93/1 | Notfallkrankenwagen    | Rettungswache DRK          |
| Akkon Oldenburg 50/83/1    | Rettungswagen          | Rettungswache JUH          |
| Akkon Oldenburg 50/93/1    | Notfallkrankenwagen    | Rettungswache JUH          |
| Johannes Oldenburg 60/83/1 | Rettungswagen          | Rettungswache MHD          |
| Johannes Oldenburg 60/93/1 | Notfallkrankenwagen    | Rettungswache MHD          |

Der Stadtteil Bümmerstede wird zum Teil primär von Rettungsmitteln der Rettungswache Sandkrug versorgt.

## Einsatzzüge
- Löschzug 1: ELW-B, HLF, DL(K), GTLF, RTW; Berufsfeuerwache 1
- Löschzug 2: HLF, DL(K), GTLF, RTW; Berufsfeuerwache 2
- Sanitätszug: NEF, RTW, GW-Rettung; FF Osternburg
- Rüstzug 1: ELW-B, HLF, RW, GTLF; Berufsfeuerwache 1
- Rüstzug 2: MTF mit Anhänger (Unwettereinsatz), HLF, WLF mit AB-Rüst
- Tierrettung: GW Tier(rettung); Berufsfeuerwache 1
- Höhenrettung: ELW, DL(K), GW Höhenrettung; Berufsfeuerwache 1
- Wasserrettung: MTF-Wasserleitung, GW-Wasser, Mehrzweckboot, RTW; Berufsfeuerwache 2
- ABC-Zug: 2× ABC-Erkundungswagen, GW-ABC, Lkw-ABC, GW-Dekon P; FF Haarentor